# Gabriel Nicolas de La Reynie

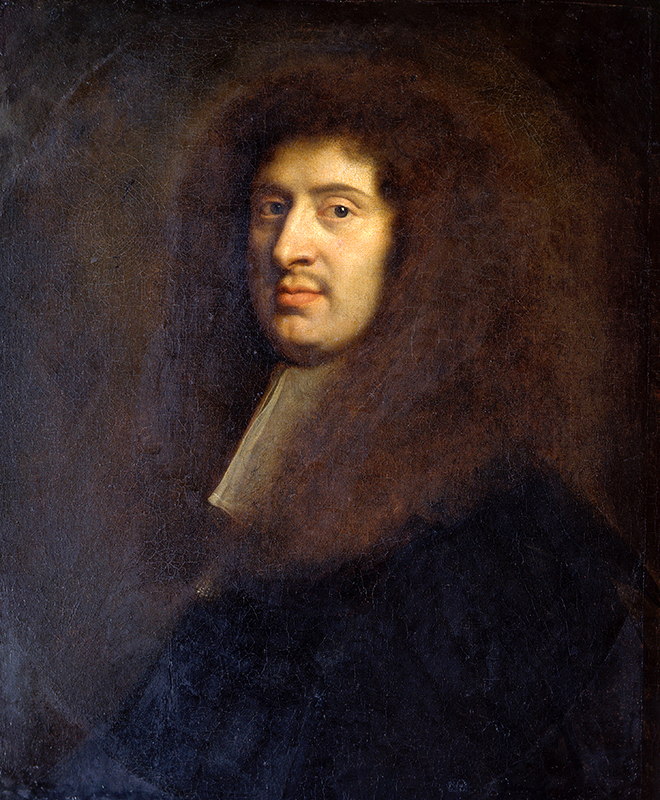
Gabriel Nicolas de la Reynie - portret autorstwa Pierre'a Mignarda

Gabriel Nicolas de la Reynie (ur. 1625 w Limoges, zm. 14 czerwca 1709 w Paryżu) – francuski urzędnik, pierwszy szef policji paryskiej (lieutenant général de police), stworzonej za czasów Ludwika XIV.
Zasłużył się dla uporządkowania i oświetlenia miasta, jak też brukowania ulic. Rozbudował paryskie służby porządkowe i zracjonalizował ich pracę. Przyczynił się do wzrostu bezpieczeństwa w głównych dzielnicach stolicy. Prowadził słynne śledztwo w sprawie trucicieli z wyższych sfer. Zasiadał też w królewskiej Radzie Stanu.